# Camerata fiorentina
Pour les articles homonymes, voir Bardi (homonymie).
La Camerata fiorentina, également nommée Camerata de' Bardi est  un groupe de musiciens, de poètes et d'intellectuels humanistes florentins de la fin de la Renaissance.
Ils s'associèrent sous la direction du comte Giovanni Bardi afin de diriger les tendances artistiques de l'époque, particulièrement dans les domaines de la musique et de l'art dramatique. Les personnalités les plus célèbres de Florence étaient des participants réguliers de leurs réunions. L'influence de la Camerata connut son apogée entre 1577 et 1582.

## Membres
La première réunion de la Camerata dont l'existence nous ait été rapportée se déroula le 14 janvier 1573 au domicile du comte Giovanni Bardi. Aux côtés de Bardi se trouvaient alors Giulio Caccini, Pietro Strozzi et Vincenzo Galilei (père de l'astronome Galileo Galilei), personnalités importantes de la ville de Florence,. Les musiciens Emilio de' Cavalieri, Francesco Cini, Cristoforo Malvezzi et Alessandro Striggio faisaient certainement partie du cercle, mais en étaient des membres moins influents.
La « branche littéraire » de la Camerata Bardi comprenait Ottavio Rinuccini, Giovanni Battista Guarini, Gabriello Chiabrera et Giovanni Battista Strozzi.
Le cercle intime de Jacopo Corsi ne doit pas être confondu avec la Camerata de' Bardi. Bien qu'ils incluaient les mêmes sommités intellectuelles, la rivalité entre Corsi et Bardi était perpétuelle et impitoyable.
Ce qui unissait les membres de la Camerata était la conviction que le niveau général de la musique s'était altéré, et qu'un retour au style de la Grèce antique pourrait lui restituer sa qualité perdue,,.

## Fondation
L'idée selon laquelle la musique devrait retourner à ses racines grecques était déjà ancrée dans la pensée générale au moment de la fondation de la Camerata. Selon la pensée de l'époque, les Grecs utilisaient pour leurs pièces de théâtre un style à mi-chemin entre le parlé et le chanté (thèse soutenue par Girolamo Mei, grand érudit dans le domaine de la Grèce antique). Les bases de cette conviction se trouvaient dans les écrits du penseur grec Aristoxène, qui proposait de se baser sur le discours parlé pour le chant.
Les expériences musicales de la Camerata amenèrent l'invention du stile recitativo. Cavalieri fut le premier à employer le nouveau « style récitatif », qui fut lié ultérieurement au développement de l'opéra. Les reproches que la Camerata adressait à la musique contemporaine visaient tout particulièrement l'usage abusif de la polyphonie, aux dépens de l'intelligibilité du texte (l'Église et le Concile de Trente avaient les mêmes reproches à lui faire). La raison pour laquelle les constructions, les subtilités et parfois les jeux intellectuels du style contrapuntique posaient problème aux membres de la Camerata était liée au fait que cela gâchait l’affetto individuel (au pluriel affetti : les émotions, les affects) – or, selon la Camerata, le travail du compositeur est précisément de communiquer l'affetto par un déroulement mélodique distinct et compréhensible. L'ère de la monodie accompagnée était en train de naître, en même temps que celle du sentiment individuel et en même temps que l'émergence de l'individu triomphant.
Intrigués par les descriptions de l'impact émotionnel des pièces de théâtre grecques antiques, qu'ils présumaient chantées avec un accompagnement instrumental simple, les membres de la Camerata proposèrent un nouveau genre de musique.

## Compositions
En 1582, Vincenzo Galilei présenta une pièce de sa création qui mettait en scène la plainte d'Ugolino, dans l'Enfer de Dante. Caccini est également connu pour avoir chanté plusieurs de ses propres compositions, déclamées plus ou moins mélodiquement sur un accompagnement harmonique simple.
Le style musical développé à partir de ces premières expériences fut appelé monodie accompagnée. Vers 1590, ce type de monodie se transforma en un véritable moyen d'expression dramatique, à travers le travail de compositeurs comme Jacopo Peri, celui-ci aidé dans son œuvre par le poète Ottavio Rinuccini. En 1598, Peri et Rinucci produisirent Dafne, un drame entièrement chanté dans le style de la monodie accompagnée : ce sera la toute première œuvre d'un nouveau genre musical appelé opéra.
Il convient de noter que l'opéra, et plus particulièrement les libretti (les livrets), empruntent à une forme poétique pastorale appelée intermedio ; la nouveauté  de l'opéra consiste principalement en l'apport de musique.
L'ensemble instrumental demandé pour les opéras écrits par les compositeurs qui travaillèrent avec la Camerata (Caccini et Peri) comprenait un petit nombre de violes de gambe, ainsi qu'un ou deux luths, un clavecin ou un orgue – pour le continuo (la « basse continue » d'accompagnement, qui soutenait l'édifice d'un bout à l'autre) .
D'autres compositeurs suivirent rapidement l'exemple des membres de la Camerata, et durant la première décennie du XVIIe siècle, on composa, joua et propagea fréquemment le nouveau type de « drame musical ». Au lieu de la disparition rapide de la musique vocale en style de contrepoint, les deux styles cohabitèrent, et se mirent plus tard à fusionner à l'intérieur de formes musicales religieuses (puisque c'est à l'église qu'était né le contrepoint) mais aussi dans des formes profanes.
Florence, Rome et Venise devinrent les capitales italiennes de l'innovation et de la synthèse.
L'opinion que la Camerata avait du contrepoint et de la monodie accompagnée ne faisait pourtant pas l'unanimité. Zarlino, le professeur de théorie de Galilei, s'interrogeait ainsi : « Qu'est-ce qu'un musicien a à faire avec ceux qui récitent des tragédies et des comédies ? ».
Dans les compositions des membres de la Camerata, la théorie précédait la pratique ; ainsi, ils décidaient comment la musique devait sonner avant de commencer à la composer. Ils étaient si dévoués à l'exploration du style déclamé que leurs pièces semblaient parfois monotones.
Finalement, la Camerata perdit de son influence avec le déclin de Giovanni Bardi. Ce dernier approuva publiquement le mariage de  François Ier de Médicis avec sa maîtresse Bianca Capello. Cette prise de position lui valut la perte de tout soutien de la part de son frère Ferdinand Ier de Médicis, qui était alors cardinal à Rome.

## Héritage
Bardi, Galilei et Caccini ont laissé des écrits où ils exposent leurs idées. Bardi écrivit le Discorso (1578), une longue lettre à Giulio Caccini, et Galilei publia le  Dialogo della musica antica et della moderna (1581-1582). En 1602, longtemps après la dissolution du groupe, Caccini écrivit Le nuove musiche (« musiques nouvelles »).
Les membres du cercle de Bardi ne mesuraient certainement pas l'importance de leurs travaux, si bien qu'aucun d'entre eux n'eut l'idée de trouver un nom au groupe avant que Caccini ne le fasse en 1600. Galilei remarqua toutefois l'aide que Bardi apportait à l'étude de la musique.
La plus grande innovation de la Camerata ne consiste pas en la création d'un idéal esthétique, mais son mérite est d'avoir ouvert une porte sur la possibilité d'une évolution de la musique dramatique.

### Sources
- (en) Cet article est partiellement ou en totalité issu de l’article de Wikipédia en anglais intitulé « Florentine Camerata » (voir la liste des auteurs).